# (65487) Divinacommedia
(65487) Divinacommedia es un asteroide perteneciente al cinturón de asteroides, descubierto el 9 de febrero de 2003 por Gianluca Masi desde el Observatorio de La Silla en Chile.

## Designación y nombre
Designado provisionalmente como 2003 CD20. Fue nombrado en homenaje a la Divina Comedia que es el poema más importante de Dante Alighieri (1265-1321). Se considera una de las obras más importantes de la literatura mundial e incluye muchos conceptos astronómicos de la época. Este nombramiento ocurre en el 700 aniversario de la muerte de Dante.

## Características orbitales
Divinacommedia está situado a una distancia media del Sol de 2,556 ua, pudiendo alejarse hasta 2,833 ua y acercarse hasta 2,280 ua. Su excentricidad es 0,108 y la inclinación orbital 15,643 grados. Emplea 1492,98 días en completar una órbita alrededor del Sol.

## Características físicas
La magnitud absoluta de Divinacommedia es 15,37. Tiene 2,953 km de diámetro y su albedo se estima en 0,203.